# Iain Hume
Iain Edward Hume (ur. 30 października 1983 w Edynburgu) – kanadyjski piłkarz pochodzenia szkockiego występujący na pozycji napastnika. Zawodnik klubu FC Pune City.

## Kariera klubowa
Hume zawodową karierę rozpoczynał w angielskim Tranmere Rovers, grającym w Division One. W lidze tej zadebiutował 15 kwietnia 2000 w przegranym 1:3 pojedynku ze Swindon Town. W 2001 roku spadł z klubem do Division Two. W Tranmere spędził 6 lat.
W sierpniu 2005 roku Hume podpisał kontrakt z Leicester City, występującym w Championship. W tych rozgrywkach zadebiutował 10 września 2005 w wygranym 2:0 spotkaniu z Sheffield Wednesday. 1 października 2005 w zremisowanym 1:1 meczu z Derby County strzelił zaś pierwszego gola w Championship. Zawodnikiem Leicester był przez 3 lata.
Latem 2008 odszedł do innego zespołu Championship – Barnsley. Pierwszy ligowy mecz rozegrał tam 9 sierpnia 2008 przeciwko QPR (1:2) i zdobył wówczas bramkę. We wrześniu 2010 został wypożyczony do Preston North End, także grającego w Championship. W styczniu 2011 został wykupiony przez ten klub z Barnsley. W sezonie 2010/2011 wraz z zespołem spadł do League One. Sezon 2012/2013 spędził na wypożyczeniu w Doncaster Rovers (League One), a w sezonie 2013/2014 był wypożyczony do Fleetwood Town (League Two).
W 2014 roku Hume został zawodnikiem indyjskiej Kerali Blasters. Po sezonie 2014 odszedł do Tranmere Rovers (League Two), a następnie wrócił do Indii, gdzie rozpoczął grę w ATK. Pierwsze miesiące 2016 roku spędził na wypożyczeniu w hiszpańskiej Ponferradinie (Segunda División), a po powrocie do ATK zdobył z nim mistrzostwo Indian Super League.
Następnie występował w Extremadurze, Kerali Blasters oraz FC Pune City.

## Kariera reprezentacyjna
Hume ma za sobą występy w reprezentacji Kanady U-20. W 2003 roku był uczestnikiem Młodzieżowych Mistrzostw Świata, które Kanada zakończyła na ćwierćfinale.
W pierwszej reprezentacji Kanady zadebiutował 12 lutego 2003 w wygranym 4:2 towarzyskim meczu z Libią. W 2005 roku został powołany do kadry na Złoty Puchar CONCACAF. Zagrał na nim w pojedynku z Kostaryką (0:1), a Kanada odpadła z turnieju po fazie grupowej.
16 listopada 2005 w wygranym 1:0 towarzyskim spotkaniu z Luksemburgiem strzelił pierwszego gola w drużynie narodowej. W 2007 roku ponownie był uczestnikiem Złotego Pucharu CONCACAF. Wystąpił na nim w 3 meczach: z Gwadelupą (1:2), Gwatemalą (3:0) i Stanami Zjednoczonymi (1:2). Tamten turniej Kanada zakończyła na półfinale.
W latach 2003–2016 w drużynie narodowej rozegrał 42 spotkania i zdobył 6 bramek.